# Radlek
Radlek – wieś w Słowenii, w gminie Bloke. W 2018 roku liczyła 38 mieszkańców.